# رامسي أنجيلا
رامسي أنجيلا (من مواليد 6 نوفمبر 1999) هو رياضي هولندي من روتردام، مثل مع الفريق الهولندي أصبح بطل أوروبا في بطولة 2021 لألعاب القوى الأوروبية داخل الصالات في حدث التتابع 4 × 400 متر.

## روابط خارجية
- الموقع الرسمي
- World Athletics Bio